# Víctor Senra
Víctor Manuel Senra Carreira, conegut com a Víctor Senra   (Dumbría, 23 de juliol de 1984), és un pilot de ral·li gallec que disputa el Campionat d'Espanya de Ral·lis, el qual va guanyar la temporada 2022. Paral·lelament, ha guanyat durant sis anys consecutius el Campionat de Galícia de Ral·lis entre 2017 i 2022.
Fill del cinc cops guanyador del Campionat de Galícia de Ral·lis Manuel Senra.

## Trajectòria

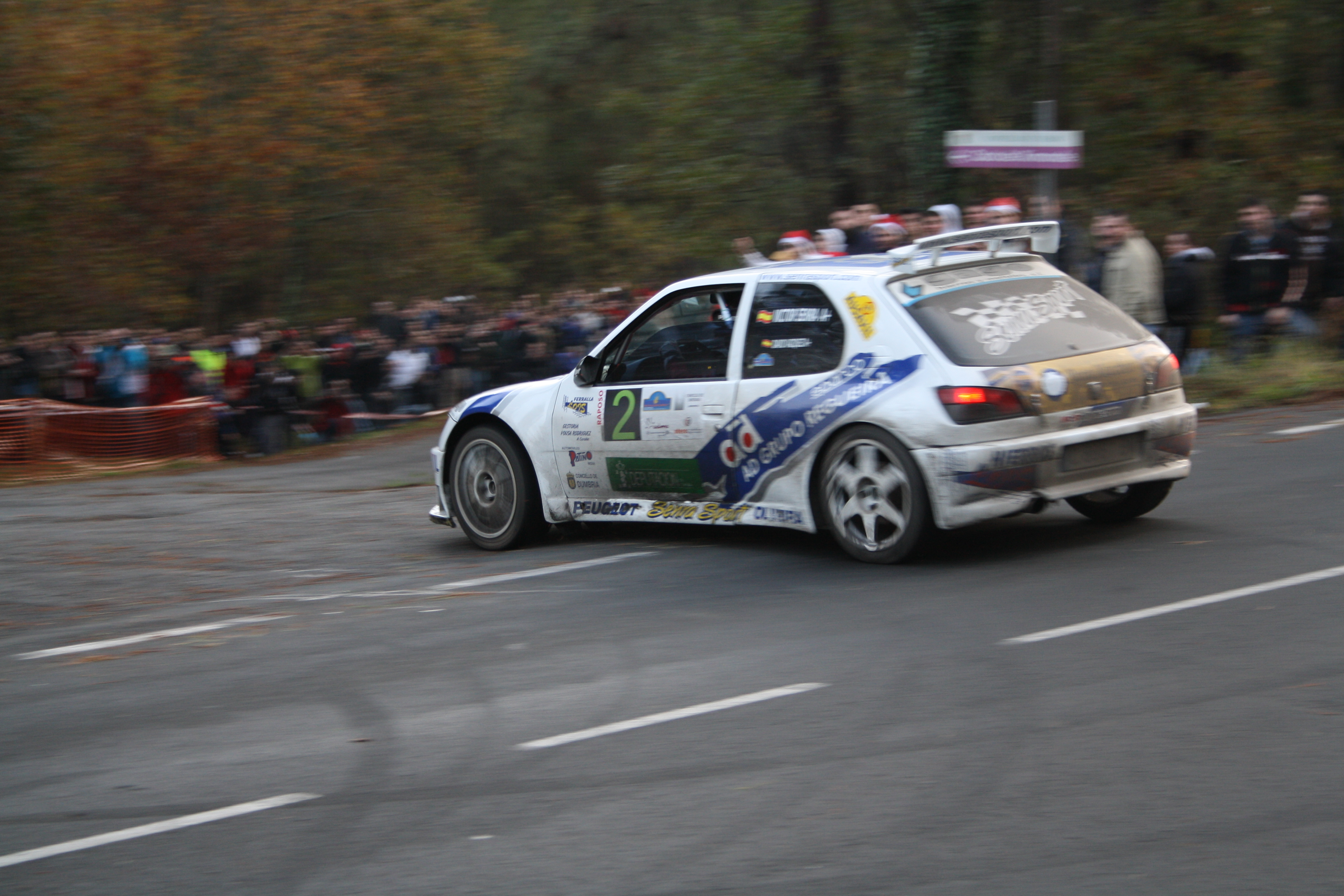
Víctor Senra al Ral·li Botafumeiro del 2011 amb el Peugeot 306 amb el qual el seu pare Manuel Senra havia guanyat 5 campionats gallecs.

Víctor Senra s'inicia al ral·li l'any 2003 disputant el Campionat de Galícia de Ral·lis, debutant al 2005 al Campionat d'Espanya de Ral·lis. Posteriorment, al 2006 guanya el Volant RACC Galícia amb un Mitsubishi Lancer Evo IX. L'any 2009 debuta al Campionat Mundial de Ral·lis al disputar el Ral·li de Catalunya amb un Mitsubishi Lancer Evo X.
L'any 2016 s'incorpora a l'equip Yacar Racing amb el qual guanya el Campionat gallec de 2017 i 2018 amb un Ford Fiesta R5, el de 2019 amb un Citroën C3 R5 i el de 2020 i 2021 amb un Škoda Fabia R5.
La temporada 2022, amb l'equip RaceSeven, suma un nou títol gallec i es proclama guanyador del Campionat d'Espanya de Ral·lis d'Asfalt, en una brillant temporada on guanyà els ral·lis de Cocido, Narón, Ferrol i Rías Baixas amb un Škoda Fabia R5 i el d'Extremadura amb un Hyundai i20 N Rally2.

## Palmarès
- 1 Campionat d'Espanya de Ral·lis d'Asfalt: 2022
- 6 Campionat de Galícia de Ral·lis: 2017, 2018, 2019, 2020, 2021, 2022
- 1 Volant RACC Galícia: 2006